# Йогавілл (Вірджинія)
Йогавілл (англ. Yogaville) — переписна місцевість (CDP) в США, в окрузі Бакінгем штату Вірджинія. Населення — 242 особи (2020).

## Географія
Йогавілл розташований за координатами 37°39′54″ пн. ш. 78°41′33″ зх. д. / 37.66500° пн. ш. 78.69250° зх. д. (37.665131, -78.692417).  За даними Бюро перепису населення США в 2010 році переписна місцевість мала площу 13,77 км², з яких 13,18 км² — суходіл та 0,59 км² — водойми.

## Демографія
Згідно з переписом 2010 року, у переписній місцевості мешкало 226 осіб у 111 домогосподарстві у складі 41 родини. Густота населення становила 16 осіб/км².  Було 141 помешкання (10/км²).
Расовий склад населення:
| - 93,8 % — білих - 1,8 % — чорних або афроамериканців - 1,8 % — азіатів - 0,4 % — корінних американців |

До двох чи більше рас належало 2,2 %. Частка іспаномовних становила 3,1 % від усіх жителів.
За віковим діапазоном населення розподілялося таким чином: 9,7 % — особи молодші 18 років, 69,9 % — особи у віці 18—64 років, 20,4 % — особи у віці 65 років та старші. Медіана віку мешканця становила 58,4 року. На 100 осіб жіночої статі у переписній місцевості припадало 103,6 чоловіків;  на 100 жінок у віці від 18 років та старших — 96,2 чоловіків також старших 18 років.
Цивільне працевлаштоване населення становило 104 особи. Основні галузі зайнятості: науковці, спеціалісти, менеджери — 46,2 %, освіта, охорона здоров'я та соціальна допомога — 19,2 %, мистецтво, розваги та відпочинок — 8,7 %.